# Michel Bouchaud
Pour les articles homonymes, voir Bouchaud.
Michel Bouchaud est un illustrateur, graphiste et affichiste français né à Nantes le 14 décembre 1902 et mort à Paris le 23 septembre 1965.

## Biographie
Fils d'Adolphe Bouchaud, propriétaire du château de La Bernardière (Saint-Herblain), et de Marie Geneviève d'Espinay, petit-fils de Léon Bouchaud, Michel Bouchaud est élevé avec ses frères Pierre, Jean et Etienne dans une ambiance artistique. Il dessine, pratique la peinture et grave sur bois. Il suit des cours à l’Académie Julian à Paris.
En 1922,, 1923 et 1925, les quatre frères exposent des peintures des bords de Loire à la galerie nantaise Mignon-Massart. Michel présente également des dessins aquarellés inspirés par la vie quotidienne sous l’Empire et la Restauration et des gravures sur bois.
À l'issue de son service militaire en 1924, il demande à être démobilisé en Algérie où il rejoint son frère Étienne, pensionnaire de la villa Abd-el-Tif à Alger. Avec lui, il voyage dans le Sud algérien et découvre la lumière et les couleurs de la Méditerranée.
En 1925, Alfred Tolmer, éditeur publicitaire, l’embauche comme maquettiste à Paris. Il travaillera trois ans au sein d’une équipe créative, réunissant des jeunes talents venus des quatre coins d’Europe, dont Raymond Peynet. Parfumeurs, couturiers, chocolatiers, joailliers demandent à Tolmer de créer les symboles du charme et de l’élégance de la vie parisienne de l’entre-deux-guerres.
Ayant rencontré Jacques Hébertot, directeur du théâtre des Champs Elysées, celui-ci le met en contact avec le magazine de mode masculine Monsieur.
De 1928 à 1931, il est chef d’atelier à l'Office d'éditions d'art, rue de Castellane à Paris. Il travaille pour des marques de luxe telles que les chocolatiers La Marquise de Sévigné et Boissier, le magasin de jouets Le Paradis des enfants, l’hôtel Le Lotti. Pour Le Bon Marché, il illustre des menus sur le thème des chansons de France (« J’ai du bon tabac », « Bon voyage Monsieur Dumollet », « Sur le pont d’Avignon »).
Il crée trois affiches (La plage de Monte Carlo, La résidence du Val d'Esquières et La Fiesta Country Club). Il réalise de nombreuses vignettes pour le magazine Vogue ainsi que des couvertures pour le Jardin des Modes.
En 1931, sous la direction de Maximilien Vox, il dessine 30 typogrammes, vignettes associées aux lettres de l’alphabet, pour créer le caractère Europe. Ils seront gravés par la fonderie Deberny et Peignot.
En 1937, Jean et Michel Bouchaud travaillent pour l’Exposition internationale des arts et des Techniques à Paris. La revue Bretagne donne de longues descriptions du pavillon de la Bretagne et décrit minutieusement les douze panneaux décoratifs réalisés à l’intérieur de la salle des activités. Michel Bouchaud réalise une carte de Bretagne (5,70 × 4,80 m) aujourd’hui disparue.
Les Presses universitaires de France fusionnent en 1939 avec les maisons d’éditions Alcan, Rieder et Leroux. Leur directeur Pierre Angoulvent demande à Michel Bouchaud de dessiner le logo symbolisant l’association de ces quatre maisons d’édition. Ce sera Le quadrige (ou Apollon conduisant le char du soleil). Il continue d'être utilisé pour de nombreuses collections.
En 1939, il illustre Mes belles poésies, de Marcelle Fassou, destiné aux élèves des écoles primaires. Il décore le stand du rhum Négrita à la Foire de Bordeaux. Derrière le bar, il évoque les îles heureuses, les belles antillaises, les fûts de rhum. Au delà d’un balcon, un grand trois mâts vogue sur l’océan, la silhouette d’un volcan se devine. 
La France participe à la Foire internationale de New York. Dans le pavillon Over Sea's France, elle présente ses réalisations dans les territoires d’outre mer. Les peintures décoratives de la salle d’honneur ont été confiées aux trois frères Bouchaud ,. Michel Bouchaud a exécuté un triptyque représentant une figure allégorique de la France d’outre-mer au centre, et l’effort des services d’hygiène dans les colonies de chaque côté. 
De 1942 à 1947, il participe aux Salons de l'imagerie au pavillon de Marsan (musée des Arts décoratifs de Paris) où il présente la boxe, les chanteurs, le rémouleur, le cirque, le tandem, le tir aux pigeons, la natation, l’effort français en Afrique noire, les vergers en Algérie, la voix de l’Islam dans la communauté française.
En 1947, il illustre Le livre de Goha le Simple d’Albert Adès et Albert Josipovici.
Entre 1950 et 1965, Ducretet Thomson lui commande de nombreuses pochettes de disque. Les Charbonnages de France lui confient chaque année la réalisation de leur stand à la Foire de Paris. Il illustre pour l'apostolat de la prière en 1953 l'affiche de Pax, œuvre de paix du Saint-Siège, et en novembre 1956 L'Eucharistie au cœur de la vie chrétienne. Il poursuit son activité aux Presses universitaires de France et dessine couvertures, jaquettes et cartes de vœux.
Il avait épousé Gabrielle de Penfentenyo de Kervéréguin, petite-fille de l'amiral Auguste de Penfentenyo et d'Arsène Legrelle.

## Œuvres

### Affiches
- Monte-Carlo Beach (La plage de Monte-Carlo), vers 1925, 118 × 77 cm.
- Val d’Esquières, vers 1925, 100 × 62 cm.
- La Fiesta Country Club, vers 1925.

### Illustrations
- Monsieur, couverture du mois de décembre 1925.
- Maximilien Vox, Europe et le studio : Divertissements typographiques N° 4, Paris, Deberny-Peignot, 1931.
- Agenda de l’électricité 1934, Paris : SAPE, 1933.
- Agenda de l’électricité 1937, Paris : SAPE, 1936.
- Marcelle Fassou, Mes belles poésies, Paris, Strasbourg, Librairie Istra, 1939, 96 p..
- Pierre Chouard, Andrée Sonrel et Lucien Marceron, Conseils et recettes pour les temps difficiles, Paris, Gautier Languereau, 1941, 96 p. (BNF 32162505)
- Anne Jacques, Coloriages pour Pascal, Paris, Seuil, 1947 (BNF 40353368).
- Francine Cockenpot, La vie enchantée, chansons pour les tout petits, Paris, Seuil, 1947, 24 p. (BNF 39719550).
- Albert Adès et Albert Josipovici, Le livre de Goha le simple, Paris, Editions du Compas, 1947, 197 p. (BNF 32290105).
- Jacques Raux, Jeux et farce, Paris, SUDEL, 1949, 128 p. (BNF 32557985).
- Bernard Roy, Nantes, une porte de l’Europe, Nantes, Rotary Club, 1951, 218 p. (BNF 33160766).
- Jacques Raux, Jeux pour tréteaux, Paris, SUDEL, 1952, 96 p. (BNF 32557986).
- Doré Ogrizek, Le monde à table, Paris, Odé, 1952, 552 p. (BNF 32495040).
- Doré Ogrizek, Paris utile et futile, Paris, Odé, 1954, 376 p. (BNF 32495043).
- Jacques Raux, Jeux dramatiques, Paris, SUDEL, 1955, 96 p. (BNF 32557983).
- Jacques Raux, Sam et autres jeux scéniques pour enfants, Paris, Ligue française de l'enseignement, coll. « Les cahiers de l’éducation permanente » (no 10), 1960, 64 p. (BNF 33148971).
- Jacques Raux, Jeux et diableries, Paris, Ligue française de l'enseignement, coll. « Les cahiers de l’éducation permanente » (no 25), 1963, 80 p. (BNF 33148967).
- Jacques Raux, Mars ou les Jeux de la guerre, Paris, Ligue française de l'enseignement, coll. « Les cahiers de l’éducation permanente » (no 34), 1963, 80 p. (BNF 39766353).

## Expositions
- 1922 : Nantes, galerie Mignon-Massart.
- 1923 : Nantes, galerie Mignon-Massart.
- 1925 : Nantes, galerie Mignon-Massart.
- 1939 : World Fair à New-York, participation au pavillon de la France Over Sea's France.
- 1942 : « D'armorique en barbarie, par le royaume de Chimérie », Paris, galerie Loize[10].
- 1942 : « Eost Breiziz (moisson bretonne) », Paris, galerie Susse frères.
- de 1943 à 1947, Salon de l'imagerie, Paris, musée des Arts décoratifs.
- 1986 : « Tolmer : 60 ans de création dans l’Ile Saint-Louis », Paris, bibliothèque Forney.
- 1994 : « Le plumeau, la cocotte et le petit robot », Paris, bibliothèque Forney.
- 2004 : « Hommage à Michel Bouchaud », Nantes, galerie Fine Art.
- 2007 : « Michel Bouchaud : un artiste de l’équipe Tolmer », Paris, librairie Chrétien.

## Collections publiques
- Paris, bibliothèque Forney.